# Alea -アレア- 紅き月を遙かに望み
『Alea -アレア- 紅き月を遙かに望み』（アレア あかきつきをはるかにのぞみ）は、2007年1月26日にCALIGULAより発売されたアダルトゲーム。

## 概要
CALIGULA作品第4弾。乙女の園とされるお嬢様学校へ主人公の男子学生が放り込まれたことから騒動が巻き起こるが、一見コメディのように見えるその裏では学園を巡るドス黒い陰謀が蠢いており、それに翻弄されていく主人公と少女達の運命を描く。
ゲームシステムは、昼・夕方・夜の節目の画面で次の行き先と会話相手を選ぶ他は普通のアドベンチャーゲームであるが、2周目以降にのみ出現する選択肢が存在するため、初回プレイで全てのシナリオやエンディングを見ることは不可能。また、PC版ではシナリオ達成率が100%になると、タイトル画面にボーナスショートシナリオ「Extra SS」が出現する。

## スタッフ
- 企画、開発：CALIGULA
- エグゼクティブプロデューサー：横田守
- プロデューサー：山岡四郎
- ディレクター：北かづき
- シナリオ：三宅蒼色
- キャラクターデザイン、原画：INO
- プログラム：UNO
- 音楽：小池正一

## 主題歌
「戒めの茨」
作詞：川本規夫 / 作曲、編曲：cleo.F / 唄：片霧烈火

## あらすじ
ある日、100年近い伝統を誇る小中高一貫教育のお嬢様学校・私立アレア学園へ、1人の男子学生・眞島戒が転入してくる。乙女の園とされるアレア学園は今や、時代に合わない古き良き教育方針が災いした経営難から共学化に踏み切らざるを得ない状況にあり、戒はそのテストケースとして近隣の学校から送り込まれた存在であった。
戒は彼を異端視する少女達以上に困惑しながら学園生活を送るが、戒や少女達の知らない所では共学化のテストを隠れ蓑に、皆の運命を左右するドス黒い陰謀が蠢いていた。

## 登場人物
眞島 戒（まじま かい）
主人公。明るくお馬鹿な性格と歳相応の旺盛な性欲や精力を併せ持つ、ごく普通の男子学生。私立アレア学園への転入がきっかけで、その運命は大きく変化することとなる。
淺尾 蓮（あさお れん）
声：萌木唯
メインヒロインで、沙羅の娘。ストレートヘアが似合う清楚な美貌に反して少々屈折した強気な性格で、大の男嫌い。それゆえ共学化反対派の先鋒であり、戒にも辛く当たる。貧疎なことも嫌いなため、学生寮を追い出された身の彩椰には嫌みを言い、眉を顰められているほど。美貌と性格は沙羅譲りであるが、彼女のことよりもむしろ先輩の阿弥を慕っている。
神代 阿弥（こうじろ あみ）
声：北都南
後輩の蓮を上回る美貌を持ち、彼女をはじめ学園の少女達から尊敬されている、縦ロールロングヘアの少女。この12年間、あらゆる面で超が付くほどの才色兼備の上に豊富な慈愛を振る舞いながら学園生活を過ごしてきたが、同様に豊富な性欲に至っては周囲の目を気にして思うように発散できないままであったことから、恰好の発散対象と成り得る戒には真っ先に目を付け、積極的に迫る。
新見 彩椰（にいみ さや）
声：山咲杏
ボーイッシュなポニーテールの少女。かつては名家の麗嬢であったが、両親が莫大な負債を抱えて一家離散となったことから学生寮を追い出された身。今では寮の裏庭に拵えたダンボールハウスで寝泊まりする毎日だが、彩椰を性的な下心から慕う学園の少女達のお陰で食事や風呂には困っておらず、ほぼ普通の生活を送れている。しかし、彩椰自身には同性への性的な興味は一切無い。
香々美 空（かがみ くう）
声：新堂真弓
超難関の入試に合格し、学園に中途入学してきたショートカットヘアの少女。戒とは幼馴染。真面目で努力家だが、その割には報われないタイプ。その上、周囲の人間の強烈な個性に埋もれ、あまり目立たない。恋愛については、誰よりも背伸びしたがっている。
簗瀬 天邪（やなせ あまの）
声：西野みく
性同一性障害を患っているかの如く、自分を男と称しているボブカットのボク少女。敬語を一切使わない言葉遣いの上、感情が昂ぶると、一人称が「ボク」から「私」へ変わる。その幼児体形と童顔は、先輩達からの愛玩対象。余所者である戒を目の敵として、厳しく接する。
撫川 智慧（なつかわ ちえ）
声：松田理沙
教員寮と学生寮の管理人を兼任している、ウェーブヘアの女教師。明るすぎるほど明るい性格と、全ヒロイン中最大の巨乳を併せ持つ。学園の卒業生という立場からも稀に教師としての立場を忘れ、生徒達と同世代の友人のように会話したり、妄想に走ったりしてしまう辺りが長所かつ短所。
淺尾 沙羅（あさお さら）
声：後藤絵美子
学園理事長で、蓮の母。娘にも受け継がれた美貌に加え、豊富な色香と強気を併せ持つ。学生時代からフェミニズムに傾倒しており、学園の伝統はその思想の下で築いたもの。それゆえ、沙羅をはじめ多くの者が、男性には何かと威圧と敵意を剥き出しにする傾向にある。
シスターメイ
声：星咲イリア
学園の敷地内に建っている礼拝堂のシスター。寂しがり屋な性格で、訪れる生徒達にはいつも笑顔で接する。天邪同様に幼児体形かつ童顔であるためか、その年齢は誰も知らない。